# Eleccions legislatives turques de 1961

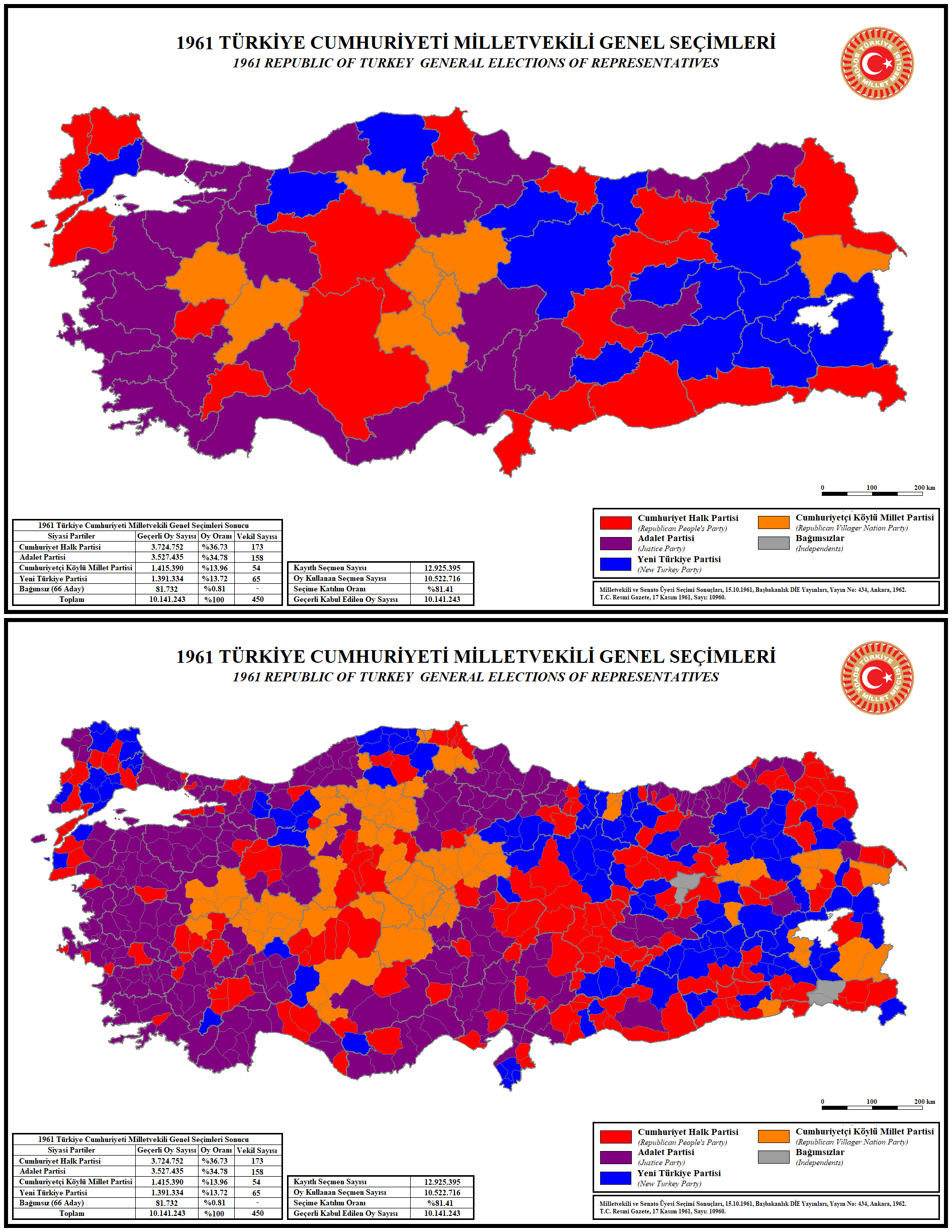

Les eleccions legislatives turques de 1961 se celebraren el 15 d'octubre de 1961 per a escollit els 450 diputats de la Gran Assemblea Nacional de Turquia. Foren les primeres eleccions després del cop d'estat de 1960 a Turquia. El Partit Republicà del Poble fou el partit més votat, i el seu cap İsmet İnönü fou nomenat primer ministre de Turquia.

## Resultats
Resultats de les eleccions a l'Assemblea de Turquia de 15 d'octubre de 1961.
| Partits                                                                         | Vots       | Vots   | Vots | Escons | Escons |
| Partits                                                                         | No.        | %      | +− % | No.    | +−     |
| ------------------------------------------------------------------------------- | ---------- | ------ | ---- | ------ | ------ |
| Partit Republicà del Poble (Cumhuriyet Halk Partisi)                            | 3.724.752  | 36,74  |      | 173    |        |
| Partit de la Justícia (Adalet Partisi)                                          | 3.527.435  | 34,79  |      | 158    |        |
| Partit Republicà dels Camperols de la Nació (Cumhuriyetçi Köylü Millet Partisi) | 1.415.390  | 13,96  |      | 54     |        |
| Partit Nova Turquia (Yeni Türkiye Partisi)                                      | 1.391.934  | 13,73  |      | 65     |        |
| Independents                                                                    | 81.732     | 0,81   |      | 0      |        |
| Vots vàlids                                                                     | 10.141.243 | 100.00 |      | 450    |        |
| Vots nuls                                                                       | 56.894     |        |      |        |        |
| Electorat                                                                       | 12.924.395 |        |      |        |        |
| Participació                                                                    | 81,42%     |        |      |        |        |
| - Fonts: belgenet.net Arxivat 2013-08-07 a Wayback Machine.                     |            |        |      |        |        |